# 科卡峰
46°4′7″N 10°0′42″E / 46.06861°N 10.01167°E

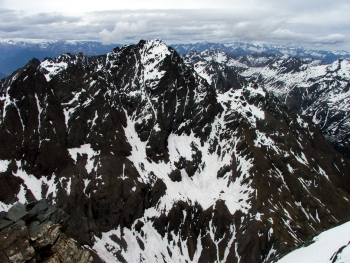

科卡峰（義大利語：Pizzo Coca），是意大利的山峰，位於該國北部，由倫巴底大區負責管轄，屬於貝爾加莫阿爾卑斯山脈的一部分，海拔高度3,050米，人類在1887年首次登上該山峰。